# Engen
Engen (pronunciación en alemán: /ˈɛŋən/ⓘ) es una ciudad de unos 10.000 habitantes y una superficie total de 7053 ha en la región Hegau, en el distrito de Constanza, en el sur de Baden-Wurtemberg, Alemania. A Engen pertenecen también las aldeas Anselfingen, Bargen, Bittelbrunn, Biesendorf, Neuhausen, Stetten, Welschingen y Zimmerholz como barrios.

## Prehistoria
Hallazgos importantes descubiertos en 1927 por el prehistoriador Eduard Peters en dos cuevas (Petersfelshöhle y Gnirshöhle) demuestran la presencia de nómadas cazando renos hace 14.000 años. Los hallazgos, entre ellos la Venus de Engen, están expuestos en el Museo de Engen.

## Enlaces
- Wikimedia Commons alberga una categoría multimedia sobre Engen.